# Campeonato Mundial de Halterofilismo de 2021 - Até 55 kg masculino
A categoria até 55 kg masculino foi um evento do Campeonato Mundial de Halterofilismo de 2021, disputado em Tasquente, no Uzbequistão, no dia 7 de dezembro de 2021. 

## Calendário
Horário local (UTC+5)
| Dia           | Horário | Fase    |
| ------------- | ------- | ------- |
| 7 de dezembro | 14:00   | Grupo B |
| 7 de dezembro | 19:00   | Grupo A |

## Medalhistas
| Evento    | Ouro                    | Ouro   | Prata                   | Prata  | Bronze              | Bronze |
| --------- | ----------------------- | ------ | ----------------------- | ------ | ------------------- | ------ |
| Arranque  | Mansour Al-Saleem (KSA) | 118 kg | Arli Chontey (KAZ)      | 118 kg | Muammer Şahin (TUR) | 116 kg |
| Arremesso | Angel Rusev (BUL)       | 144 kg | Aniq Kasdan (MAS)       | 142 kg | Arli Chontey (KAZ)  | 142 kg |
| Total     | Arli Chontey (KAZ)      | 260 kg | Thada Somboon-uan (THA) | 256 kg | Angel Rusev (BUL)   | 254 kg |

## Recordes
Antes desta competição, o recorde mundial da prova era o seguinte:
| Recorde         | Tipo      | Atleta            | Peso   | Local   | Data                   |
| Recorde Mundial | Arranque  | Padrão mundial    | 135 kg |         | 1 de novembro de 2018  |
| Recorde Mundial | Arremesso | Om Yun-chol (PRK) | 166 kg | Pattaya | 18 de setembro de 2019 |
| Recorde Mundial | Total     | Om Yun-chol (PRK) | 294 kg | Pattaya | 18 de setembro de 2019 |

## Resultado
Os resultados foram os seguintes. 
| Pos.              | Atleta                      | Grupo | Arranque (kg) | Arranque (kg) | Arranque (kg) | Arranque (kg)     | Arremesso (kg) | Arremesso (kg) | Arremesso (kg) | Arremesso (kg)    | Total |
| Pos.              | Atleta                      | Grupo | 1             | 2             | 3             | Resultado         | 1              | 2              | 3              | Resultado         | Total |
| ----------------- | --------------------------- | ----- | ------------- | ------------- | ------------- | ----------------- | -------------- | -------------- | -------------- | ----------------- | ----- |
| Medalha de ouro   | Arli Chontey (KAZ)          | A     | 113           | 116           | 118           | Medalha de prata  | 137            | 140            | 142            | Medalha de bronze | 260   |
| Medalha de prata  | Thada Somboon-uan (THA)     | A     | 112           | 115           | 117           | 4                 | 135            | 137            | 141            | 4                 | 256   |
| Medalha de bronze | Angel Rusev (BUL)           | A     | 106           | 110           | 112           | 7                 | 140            | 144            | 147            | Medalha de ouro   | 254   |
| 4                 | Josué Brachi (ESP)          | A     | 110           | 114           | 117           | 5                 | 135            | 139            | 141            | 5                 | 253   |
| 5                 | Aniq Kasdan (MAS)           | A     | 103           | 107           | 112           | 11                | 135            | 140            | 142            | Medalha de prata  | 249   |
| 6                 | Muammer Şahin (TUR)         | A     | 110           | 113           | 116           | Medalha de bronze | 123            | 127            | 130            | 12                | 243   |
| 7                 | Miguel Suárez (COL)         | B     | 104           | 104           | 104           | 14                | 133            | 138            | 142            | 6                 | 242   |
| 8                 | Fernando Agad (PHI)         | B     | 104           | 107           | 108           | 10                | 131            | 136            | 136            | 8                 | 239   |
| 9                 | Satrio Adi Nugroho (INA)    | B     | 100           | 103           | 108           | 9                 | 130            | 130            | 136            | 10                | 238   |
| 10                | Daniel Lungu (MDA)          | B     | 109           | 114           | 114           | 8                 | 127            | 130            | 130            | 11                | 236   |
| 11                | Dmytro Voronovskyi (UKR)    | A     | 105           | 108           | 108           | 13                | 128            | 131            | 135            | 9                 | 236   |
| 12                | Winder Sánchez (VEN)        | B     | 103           | 106           | 106           | 15                | 132            | 132            | 132            | 7                 | 235   |
| 13                | Davis Niyoyita (UGA)        | B     | 90            | 95            | 100           | 16                | 120            | 125            | 125            | 13                | 220   |
| 14                | Benjamin Ochoma (KEN)       | B     | 55            | 60            | 60            | 17                | 75             | 80             | 85             | 14                | 135   |
| —                 | Mansour Al-Saleem (KSA)     | A     | 115           | 118           | 120           | Medalha de ouro   | 136            | 138            | 138            | —                 | —     |
| —                 | Sanket Mahadev Sargar (IND) | A     | 107           | 111           | 113           | 6                 | 139            | 139            | 140            | —                 | —     |
| —                 | Dilanka Isuru Kumara (SRI)  | B     | 105           | 110           | 110           | 12                | 135            | 135            | 135            | —                 | —     |